# Bee Gees' 1st
《Bee Gees' 1st》는 영국의 팝 그룹 비지스의 세 번째 스튜디오 음반으로, 오스트레일리아와 뉴질랜드에서만 두 개의 음반이 배포된 후 첫 번째 국제 스튜디오 음반이다. 《Bee Gee's 1st》는 영국 폴리도르 레코드와 미국 앳코 레코드의 데뷔 음반이다. 《Bee Gees' 1st》는 1967년 7월 14일, 영국에서 발매되었다. 8월 9일, 영국 차트에 진입했고, 같은 날 미국에서 음반이 발매되었고, 8월 26일, 미국 차트에 진입했다.
그룹의 초기 스타일을 반영하여, 《Bee Gees' 1st》는 사이키델릭 팝 음반이었다. 음반 커버는 이전에 비틀즈의 《Revolver》 커버를 맡았던 클라우스 부어만이 디자인했다. 《Bee Gees' 1st》는 빌보드 200 차트에서 7위, 영국 음반 차트에서 8위로 정점을 찍었다. 2006년, 리프리즈 레코드(워너 뮤직 그룹 산하 앳코의 자매 레이블)는 스테레오와 모노 믹스를 하나의 디스크와 발매되지 않은 노래와 대체 테이크의 보너스 디스크로 음반을 재발매했다. (리프리즈의 이 2CD 세트는 리드오프 스테레오 트랙 〈Turn of the Century〉의 펄럭임을 교정했다. 모노 버전은 이런 문제가 없었다.)

## 녹음
영국으로 돌아온 지 얼마 되지 않은 3월 7일에 녹음 세션이 시작되었고, 일주일 후에 오버더빙이 시작되었다. 관현악 부분이 많은 노래에 추가되었다. 대부분은 빌 셰퍼드 (이후 6년 동안 스튜디오와 투어에서 비지스의 편곡자이자 지휘자로 활동)가 편곡했고, 4개는 필 데니스가 했다.
배리 깁은 녹음 과정에 대해 이렇게 말했다. "우리는 프로듀서와 기술자들을 화나게 합니다. 우리는 아무것도 파괴된 것이 없습니다. 우리는 앉아서 주제를 생각해 내고, 그 자리에서 노래를 씁니다. 저희가 LP 전체를 이렇게 했어요. 이것이 우리가 즉흥적으로 일할 수 있는 유일한 방법입니다."

## 발매
| 전문가 평가                   | 전문가 평가 |
| 평가 점수                     | 평가 점수   |
| 출처                          | 점수        |
| ----------------------------- | ----------- |
| AllMusic                      | [ 4 ]       |
| Encyclopedia of Popular Music | [ 5 ]       |
| The Rolling Stone Album Guide | [ 6 ]       |

모리스 깁은 다른 아티스트들의 음반에 수록된 〈To Love Somebody〉와 〈I Can't See Nobody〉의 작곡 크레딧을 받기도 했지만, 비지스 음반에는 거의 한 번도 수록되지 않았다. 《Bee Gees Gold, Vol. 1》 (1976년)은 음반 재킷 뒷면 커버와 음반 레이블 모두에서 배리, 모리스, 로빈에게 〈I Can't See Nobody〉를 공로로 돌렸다. 형제는 종종 《Bee Gees' 1st》의 히트곡에 대해 모리스를 세 개의 트랙에서만 인정하는 공식적인 쓰기 크레딧에 표시된 것이 아니라 세 명 모두가 쓴 것이라고 말했다.

## 곡 목록
모든 곡들은 배리 깁, 로빈 깁, 모리스 깁이 쓴 별표(*)가 있는 곡들을 제외하고 배리와 로빈이 작사/작곡했다.
| #  | 제목                                               | 작사·작곡 | 리드 보컬  | 재생 시간 |
| -- | -------------------------------------------------- | --------- | ---------- | --------- |
| 1. | 〈Turn of the Century〉                            |           | 배리, 로빈 | 2:25      |
| 2. | 〈Holiday〉                                        |           | 로빈, 배리 | 2:53      |
| 3. | 〈Red Chair, Fade Away〉                           |           | 배리       | 2:16      |
| 4. | 〈One Minute Woman〉                               |           | 배리       | 2:18      |
| 5. | 〈In My Own Time〉                                 |           | 배리, 로빈 | 2:15      |
| 6. | 〈Every Christian Lion Hearted Man Will Show You〉 | *         | 배리, 로빈 | 3:38      |
| 7. | 〈Craise Finton Kirk Royal Academy of Arts〉       |           | 로빈       | 2:16      |

| #  | 제목                              | 작사·작곡 | 리드 보컬          | 재생 시간 |
| -- | --------------------------------- | --------- | ------------------ | --------- |
| 1. | 〈New York Mining Disaster 1941〉 |           | 배리, 로빈         | 2:09      |
| 2. | 〈Cucumber Castle〉               |           | 배리               | 2:04      |
| 3. | 〈To Love Somebody〉              |           | 배리               | 3:00      |
| 4. | 〈I Close My Eyes〉               | *         | 배리, 로빈         | 2:22      |
| 5. | 〈I Can't See Nobody〉            |           | 로빈               | 3:45      |
| 6. | 〈Please Read Me〉                |           | 배리, 로빈, 모리스 | 2:15      |
| 7. | 〈Close Another Door〉            | *         | 로빈, 배리         | 3:29      |